# Whitney Smith
Whitney Smith (n. 26 februarie 1940, Arlington⁠(d), Massachusetts, SUA – d. 17 noiembrie 2016, Peabody⁠(d), Massachusetts, SUA) a fost un vexilolog important american. Este cel care a brevetat termenul vexilologie în 1958 și fondatorul Flag Research Center din Massachusetts, Statele Unite ale Americii.
Whitney Smith s-a născut în 1940 în Arlington, Massachusetts, a absolvit Universitatea Harvard. Doctoratul l-a susținut la Universitatea Boston.
Alături de Klaes Sierksma, a contribuit la organizarea Primului Congres Internațional de Vexilologie de la Muiderberg, Olanda.
Este unul dintre principalii fondatori ai Asociației Nord-Americane de Vexilologie (NAVA) și a Federației Internaționale a Aosicațiilor de Vexilologie.
De asemenea, este designerul drapelului Guyanei și a numeroase cărți și articole din domeniul vexilologiei.
1. 1 2  Whitney Smith, Encyclopædia Britannica Online, accesat în 9 octombrie 2017
2. ↑  IdRef, accesat în 11 mai 2020
3. ↑   https://fiav.org/the-vexillon/ Lipsește sau este vid: |title= (ajutor)
4. ↑   https://fiav.org/fellows-of-the-fiav/ Lipsește sau este vid: |title= (ajutor)